# Chŏgin Hyech’ŏl
Chŏgin Hyech'ŏl (혜철/惠哲) (ur. 785, zm. 861) – koreański mistrz sŏn, założyciel jednej z 9 górskich szkół sŏn – tongni.

## Życiorys
Opuścił dom w wieku 15 lat i został mnichem w klasztorze Pusok, założonym przez Ŭisanga. Była to główna świątynia szkoły hwaŏm więc przez wiele lat studiował sutrę Avatamsakę. W 809 roku wybudował klasztor Ŭnhae. W 814 r. udał się do Chin i został uczniem mistrza chan Xitanga Zhizanga w klasztorze Kaiyuan, który zdołał przed śmiercią (w tym samym roku) dokonać przekazu Dharmy Hyech'ŏlowi. Po śmierci mistrza Hyech'ŏl przez trzy lata studiował scholastyczny buddyzm w klasztorze Fusha w Xizhou. W czasie podróży po Chinach został włączony do grupy skazańców i ostatecznie skazany na śmierć z 30 innymi więźniami. Nie bronił się w ogóle; powiedział tylko, że jest mnichem. W więzieniu siedział w samadhi i w ogóle nie zwracał uwagi na to, co się z nim dzieje. Jego samadhi był tak głębokie, że przekonało to sąd i został uwolniony.
Po powrocie do Korei w 839 r. (Silla), w 842 r. wybudował klasztor T'aean na górze Tongni, który istnieje do dziś. Tym samym powstała jedna z tzw. dziewięciu górskich szkół sŏn tongni. Miał kilkuset uczniów.
Został zaproszony przez króla Silli Munsonga (pan. 834–857), który zaoferował mu stanowisko mnicha przy dworze królewskim. Zaakceptował tę propozycję tylko na krótko, aby wyrazić wdzięczność królowi i powrócił do swojego klasztoru.
Jego najwybitniejszymi uczniami byli Yŏgong Tosŏn (827–898) i Yo Taesa (?).

## Linia przekazu Dharmy zen
Pierwsza liczba oznacza liczbę pokoleń mistrzów od 1 Patriarchy indyjskiego Mahakaśjapy.
Druga liczba oznacza liczbę pokoleń od 28/1 Bodhidharmy, 28 Patriarchy Indii i 1 Patriarchy Chin.
Trzecia liczba oznacza początek nowej linii przekazu w danym kraju.
- 33/6. Huineng (638–713) południowa szkoła nagłego oświecenia
  - 34/7. Nanyue Huairang (677–744) szkoła hongzhou
    - 35/8. Mazu Daoyi (707–788)
      - 36/9. Xitang Zhizang (728–809)
        - 37/10/1. Chŏgin Hyech'ŏl (785–861) Korea; szkoła tongni
          - 38/11/2. Yŏ (bd)
            - 39/12/3. Kwangja Yunda (864–945) (znany także jako Pŏpsŏng)

          - 38/11/2. Yŏgong Tosŏn (827–898) na górze Paekgye
            - 39/12/3. Tongjin Kyŏngbo (868–948) (także znany jako Kwangjong)
              - 40/13/4. Ch'ŏnt'ong (bd)
              - 40/13/4. Hyŏnga (bd)